# Liste der Landschaftsschutzgebiete im Landkreis Hof
Im Landkreis Hof gibt es 13 Landschaftsschutzgebiete. (Stand: November 2018)

## Hinweise zu den Angaben in der Tabelle
- Gebietsname: Amtliche Bezeichnung des Schutzgebietes
- Bild/Commons: Bild und Link zu weiteren Bildern aus dem Schutzgebiet
- LSG-ID: Amtliche Nummer des Schutzgebietes
- WDPA-ID: Link zum Eintrag des Schutzgebietes in der World Database on Protected Areas
- Wikidata: Link zum Wikidata-Eintrag des Schutzgebietes
- Ausweisung: Datum der Ausweisung als Schutzgebiet
- Gemeinde(n): Gemeinden, auf denen sich das Schutzgebiet befindet
- Lage: Geografischer Standort
- Fläche: Gesamtfläche des Schutzgebietes in Hektar
- Flächenanteil: Anteilige Flächen des Schutzgebietes in Landkreisen/Gemeinden, Angabe in % der Gesamtfläche
- Bemerkung: Besonderheiten und Anmerkungen

Bis auf die Spalte Lage sind alle Spalten sortierbar.
| Gebietsname | Bild/Commons   | LSG-ID       | WDPA-ID | Wikidata  | Ausweisung | Gemeinde(n) | Lage     | Fläche ha | Flächenanteil                                                                                                | Bemerkung |
| --- | -------------- | ------------ | ------- | --------- | ---------- | ----------- | -------- | --------- | --- | --------- |
| LSG Fichtelgebirge | weitere Bilder | LSG-00449.01 | 395957  | Q59634836 | 1990       |             | Position | 62728,01  | Landkreis Bayreuth (31,0 %), Landkreis Hof (9,9 %), Landkreis Kulmbach (0,4 %), Landkreis Wunsiedel (58,7 %) |           |
| LSG Frankenwald im Gebiet der Landkreise Hof, Kronach und Kulmbach                                                                        | weitere Bilder | LSG-00555.01 | 396106  | Q59635634 | 2001       |             | Position | 43183,38  | Landkreis Hof (17,2 %), Landkreis Kronach (74,6 %), Landkreis Kulmbach (8,0 %)                               |           |
| LSG Regnitzgrund |                | LSG-00495.01 | 396003  | Q59636672 | 1995       |             | Position | 217,42    | Landkreis Hof (100 %)                                                                                        |           |
| LSG Saaletal im Gebiet der Stadt Hof und des Landkreises Hof                                                                              | weitere Bilder | LSG-00330.01 | 395820  | Q59636667 | 1982       |             | Position | 2619,24   | Hof (4,7 %), Landkreis Hof (95,0 %)                                                                          |           |
| LSG Selbitztal mit Nebentälern im Gebiet des Landkreises Hof                                                                              |                | LSG-00380.01 | 395888  | Q59636668 | 1985       |             | Position | 1357,86   | Landkreis Hof (100 %)                                                                                        |           |
| LSG Steinachtal mit Nebentälern im Gebiet der Landkreise Hof und Kulmbach                                                                 | weitere Bilder | LSG-00363.01 | 395872  | Q59635622 | 1984       |             | Position | 1664,29   | Landkreis Hof (3,6 %), Landkreis Kulmbach (96,3 %)                                                           |           |
| Schutz der Sachsenruhe in Bad Steben |                | LSG-00033.01 | 395470  | Q59636656 | 1954       |             | Position | 1,62      | Landkreis Hof (100 %)                                                                                        |           |
| Schutz des Landschaftsteils Wojaleite | weitere Bilder | LSG-00069.01 | 395494  | Q59636660 | 1956       |             | Position | 28,74     | Landkreis Hof (100 %)                                                                                        |           |
| Schutz von Landschaftsräumen im Gebiet der Stadt Hof und des Landkreises Hof (Untreubachtal)                                              | weitere Bilder | LSG-00269.01 | 395747  | Q59636664 | 1974       |             | Position | 834,03    | Hof (43,8 %), Landkreis Hof (56,2 %)                                                                         |           |
| Schutz von Landschaftsteilen (LSG Lamitzgrund - Nördlicher Teil)                                                                          |                | LSG-00196.01 | 395676  | Q59636662 | 1970       |             | Position | 549,96    | Landkreis Hof (100 %)                                                                                        |           |
| Schutz von Landschaftsteilen (LSG Weißenstein bei Stammbach, Landkreis Münchberg) Landkreis Hof                                           |                | LSG-00061.01 | 395487  | Q59636658 | 1955       |             | Position | 20,14     | Landkreis Hof (100 %)                                                                                        |           |
| Schutz von Landschaftsteilen in den Landkreisen Hof und Wunsiedel (LSG Lamitzgrund - Südlicher Teil)                                      |                | LSG-00196.02 | 395677  | Q59634833 | 1970       |             | Position | 387,17    | Landkreis Hof (40,2 %), Landkreis Wunsiedel (59,7 %)                                                         |           |
| Schutz von Landschaftsteilen in den Landkreisen Hof, Kronach, Kulmbach, Münchberg, Naila und Stadtsteinach (Landschaftsteil Schorgasttal) |                | LSG-00085.01 | 395506  | Q59635609 | 1956       |             | Position | 1073,09   | Landkreis Hof (10,5 %), Landkreis Kulmbach (89,4 %)                                                          |           |